# Чадрома
Чадрома — деревня в Устьянском районе Архангельской области. Входит в состав муниципального образования «Октябрьское».

## География
Деревня расположена в южной части Архангельской области, в таёжной зоне, в пределах северной части Русской равнины, в 27 километрах (по автомобильной дороге) на северо-запад от посёлка Октябрьский, на правом берегу реки Устья, притока Ваги. Ближайшие населённые пункты: на юге деревня Леонтьевская, на северо-востоке, на противоположном берегу Устьи, деревня Вахрушевская.
Часовой пояс
Чадрома, как и вся Архангельская область, находится в часовой зоне МСК (московское время). Смещение применяемого времени относительно UTC составляет +3:00.

## Население
| 2002 | 2010 | 2012 |
| ---- | ---- | ---- |
| 83   | ↘82  | ↗104 |

## История
Указана в «Списке населённых мест по сведениям 1859 года» в составе 2-го стана Вельского уезда Вологодской губернии под номером «2310» как «Чадрымское Село». Насчитывала 20 дворов, 58 жителей мужского пола и 44 женского. В селении находилось 2 церкви..
В материалах оценочно-статистического исследования земель Вельского уезда упомянуто, что в 1900 году в административном отношении деревня входила в состав Чадромского сельского общества Леонтьевской волости. На момент переписи в селении Чадромское находилось 12 хозяйств, в которых проживало 41 житель мужского пола и 36 женского.

## Достопримечательности
Церковь Николая Чудотворца  Объект культурного наследия № 2930422000  — каменный храм, построенный в 1833 году. 
.